# تالکا
تالکا (به اسپانیایی: Talca) یک کمونه و شهر بزرگ در شیلی است که در استان تالکا واقع شده‌است.

## خصوصیات
تالکا ۲۳۱٫۵ کیلومترمربع مساحت و ۲۰۱٬۱۴۲ نفر جمعیت دارد و ۱۰۲ متر بالاتر از سطح دریا واقع شده‌است.

## نگارخانه

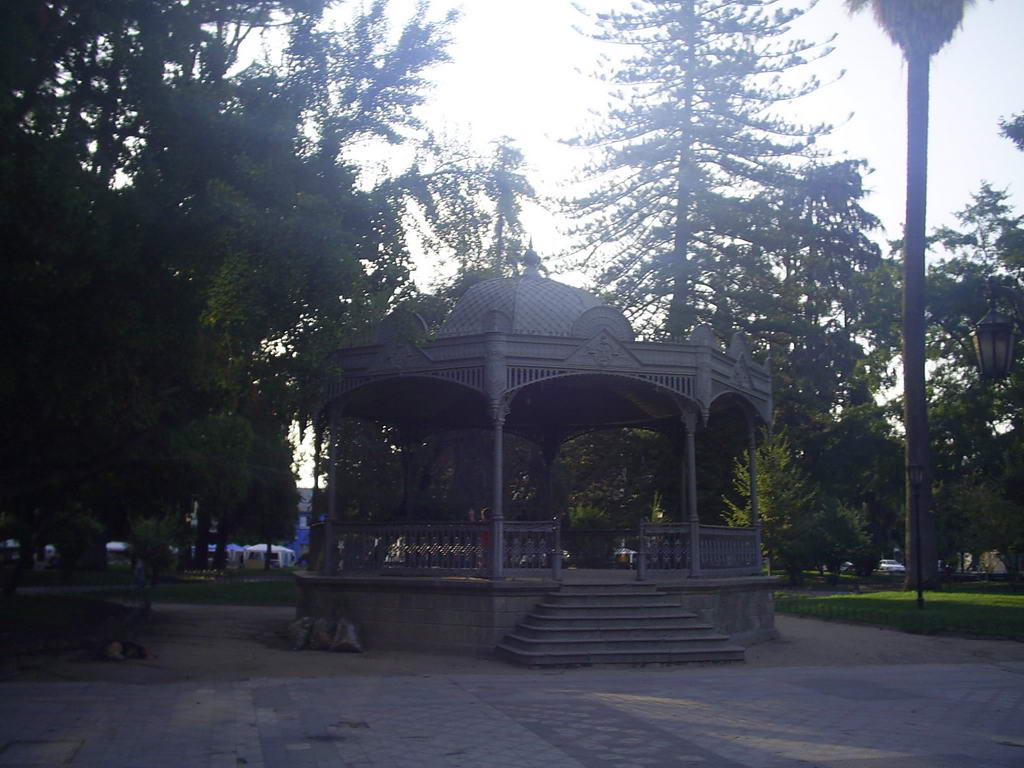
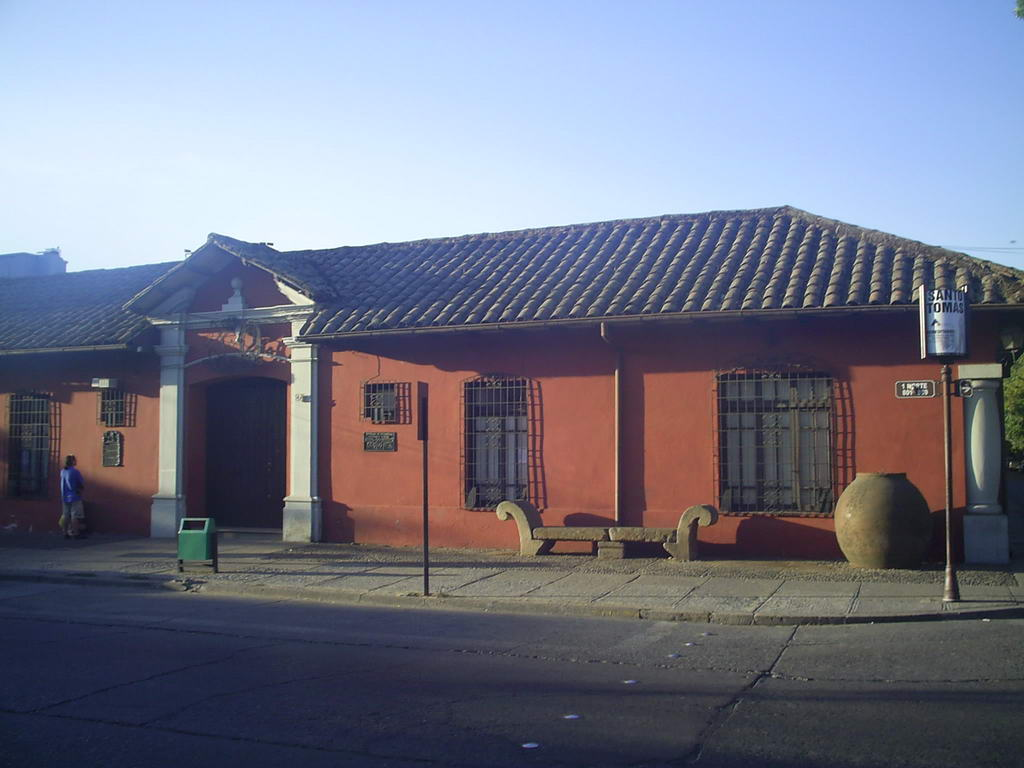
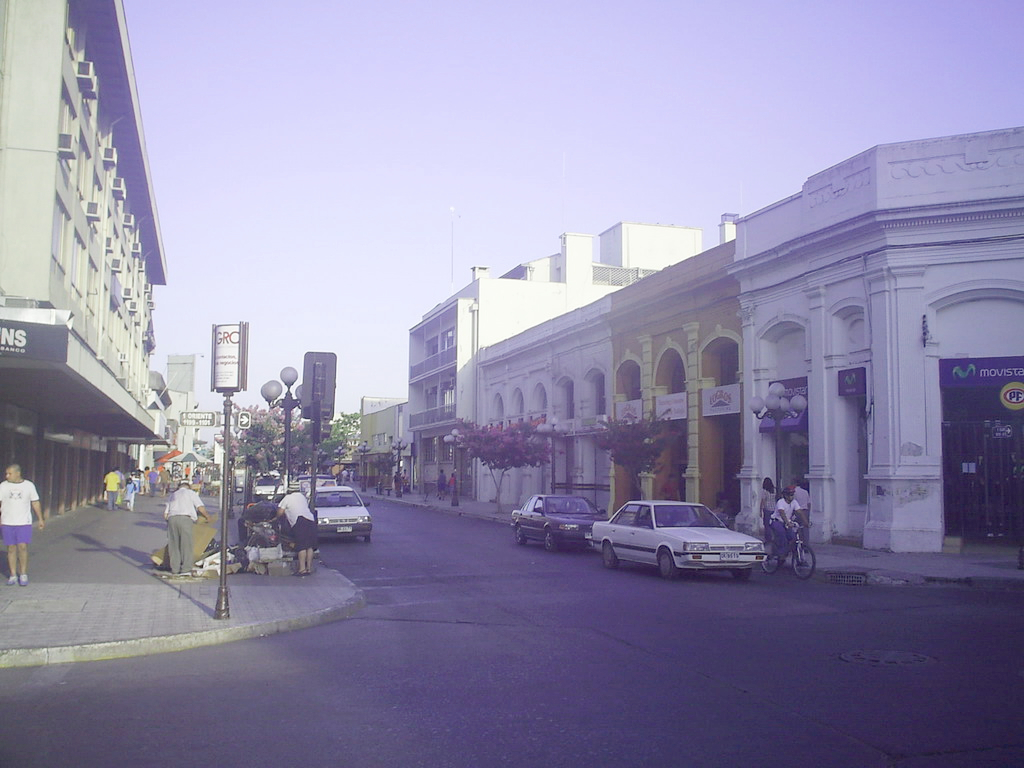
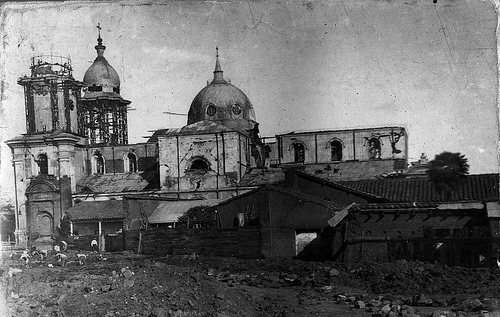